# Мељеница
Мељеница (алб. Melenicë) је насеље у општини Косовска Митровица, Косово и Метохија, Република Србија.

## Положај села
Село је на десној страни Трепчанске реке, у подножју Мајдана (1268), Етемове чуке и Бунгајевог лаза, западно од села Видушића. У Међама села су: Равниште, Јелењски извор, Велики крш, Кравље гробље. Унутар су граница узвишења: Остри крш, Муљ-Барино брдо и Бојова чука.

## Историјат
После сеобе у рату 1736/9. у село почињу да се увлаче Арбанаси из скадарске Малесије. Српско становништво се одржало у селу до под крај 18. века. Албанци знају да је село имало „српску цркву“ и да се траг богомоље сачувао у топониму Црквени лаз. Други топоними: Бојова чука, Баћово брдо, Цмиљина мала, сведоче да су досељени Албанци у селу затекли Србе и да су живели у заједници са Србима до краја 18. века.

## Становништво
Године 1921. у Мељеници су 27 домаћинстава са 208 чланова. 1948. 61 домаћинство са 341 чланом.
| Демографија | Демографија | Демографија |
| Година      | Становника  | Становника  |
| ----------- | ----------- | ----------- |
| 1948.       | 341         |             |
| 1953.       | 387         |             |
| 1961.       | 451         |             |
| 1971.       | 554         |             |
| 1981.       | 682         |             |
| 1991.       | 873         |             |